# Choristodera
I coristoderi (Choristodera) sono un gruppo di rettili semiacquatici vissuti tra il Giurassico e il Miocene (tra 160 e 20 milioni di anni fa). I loro resti sono stati rinvenuti in Nordamerica, Asia ed Europa.

## Descrizione
Lunghi in media fra il metro e i tre metri, questi animali erano piuttosto simili a piccoli coccodrilli, con un corpo lungo e appiattito, una lunga coda, arti piuttosto brevi e un cranio allungato. Le fauci erano munite di molti denti aguzzi, ed erano perfette per catturare i pesci dei quali i coristoderi si nutrivano. Il cranio presenta occhi posti molto in avanti, un'estremità posteriore molto allargata, ospitante grandi muscoli che azionavano le fauci, e un muso lunghissimo simile a quello dell'attuale gaviale del Gange (Gavialis gangeticus). A causa di queste somiglianze, i paleontologi ritengono che questi rettili conducessero uno stile di vita paragonabile a quello dei coccodrilli. I coristoderi più primitivi, in ogni caso, possedevano crani più corti e larghi. Probabilmente i coristoderi cacciavano piccoli animali nelle paludi e negli specchi d'acqua dolce, muovendo la lunga coda appiattita lateralmente per spostarsi, e direzionando il corpo grazie alle zampe appiattite e palmate.

## Classificazione
Il primo fossile di un coristodero fu rinvenuto nel 1876 in Montana, in strati del Cretaceo superiore, e venne descritto da Edward Drinker Cope come Champsosaurus, ovvero "lucertola coccodrillo". Da allora sono stati rinvenuti molti altri fossili di questi animali (in particolare in strati che vanno dal tardo Cretaceo all'Eocene inferiore - da 75 a 50 milioni di anni fa), ma la loro classificazione è tutt'altro che chiara. Alcuni studiosi li ritengono stretti parenti di lucertole e serpenti, altri pensano che i coristoderi fossero arcosauromorfi primitivi. In ogni caso, questi animali erano rettili diapsidi, ovvero muniti di due "finestre" per ogni lato del cranio, per ospitare i muscoli delle mascelle.

## Evoluzione

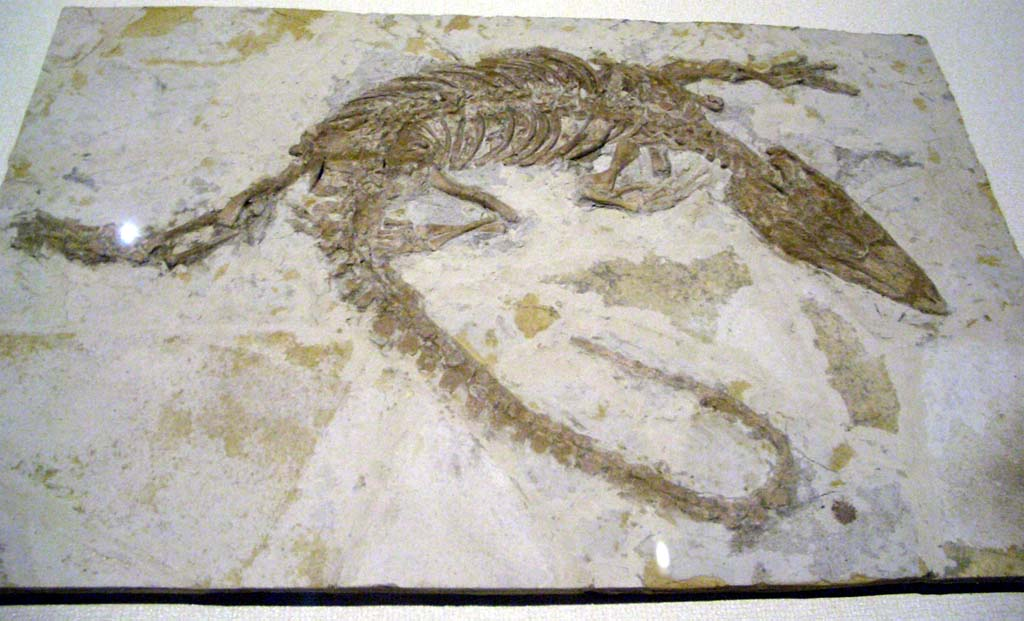
Scheletro di Monjurosuchus splendens

L'evoluzione dei coristoderi ebbe inizio da un antenato diapside sconosciuto, probabilmente già nel Triassico superiore, circa 220 milioni di anni fa. Resti appartenenti a un animale denominato Pachystropheus rhaeticus e forse ascrivibile al gruppo, risalgono appunto a quel periodo. La mancanza di materiale cranico, però, induce alla cautela i paleontologi. Nel Giurassico medio apparvero i primi veri coristoderi: Monjurosuchus della Cina e Cteniogenys, vissuto in Nordamerica ed Europa (in passato considerato un parente delle "lucertole volanti" Kuehneosaurus e Icarosaurus), sono esempi di piccoli coristoderi primitivi. Altri due coristoderi del Cretaceo inferiore, Shokawa del Giappone e Hyphalosaurus della Cina, possiedono strani colli allungati; in questo assomigliavano ai plesiosauri e ai notosauri.
Altri coristoderi più evoluti, appartenenti alle famiglie Champsosauridae e Simoedosauridae, sono raggruppati nei Neochoristodera, che include forme quali Champsosaurus, Simoedosaurus, Tchoiria e Ikechosaurus. Questo gruppo comprende i coristoderi più grandi e maggiormente adattati al nuoto. Diversamente da molti altri gruppi di rettili, questi animali sopravvissero all'Estinzione di massa del Cretaceo-Paleocene: i loro fossili sono infatti comuni in sedimenti risalenti al Paleocene e all'Eocene (circa 50 milioni di anni fa). Alcuni campsosauridi siano stati rinvenuti in Alaska, in terreni del Cretaceo superiore: ciò indica che, a quell'epoca, il clima di quei luoghi era molto più mite. In media, i campsosauri del Cretaceo raggiungevano la lunghezza di un metro, ma una forma del Paleocene, Champsosaurus gigas, era lunga fino a 3 metri.
Fino agli anni novanta si pensava che i coristoderi si fossero estinti nell'Eocene. La scoperta, avvenuta nel 1992, di un animale denominato Lazarussuchus inexpectatus ("coccodrillo Lazzaro inaspettato"), ha esteso di undici milioni di anni la distribuzione stratigrafica del gruppo (tardo Oligocene). Successive analisi cladistiche hanno poi portato a ipotizzare che Lazarussuchus fosse molto più primitivo dei suoi parenti eocenici e addirittura più primitivo del presunto coristodero triassico Pachystopheus. Si ipotizza che Lazarussuchus potesse far parte di una linea fantasma originatasi almeno nel Cretaceo. Altri resti di questo animale sono poi stati scoperti in strati del Miocene inferiore (circa 20 milioni di anni fa). I fossili sono stati rinvenuti in Francia e in Repubblica Ceca.

## Estinzione
L'estinzione dei coristoderi potrebbe essere stata causata da una serie di fattori, tra i quali l'abbassamento della temperatura nel corso dell'Oligocene, l'aumento della competizione da parte dei coccodrilli, la perdita di habitat, o altre combinazioni di fattori.

## Un fossile a due teste
Nel 2006, la Royal Society del Regno Unito annunciò la scoperta di un coristodero fossile munito di due teste; questa fu la prima volta di un ritrovamento di questo tipo. Le possibilità di ritrovare un fossile simile sono molto basse, come dimostra la proporzione corrente di rettili nati con due teste.